# Fusoleon stigmatus
Fusoleon stigmatus is een insect uit de familie van de mierenleeuwen (Myrmeleontidae), die tot de orde netvleugeligen (Neuroptera) behoort. 
Fusoleon stigmatus is voor het eerst wetenschappelijk beschreven door New in 1985.